# Marcel Huot

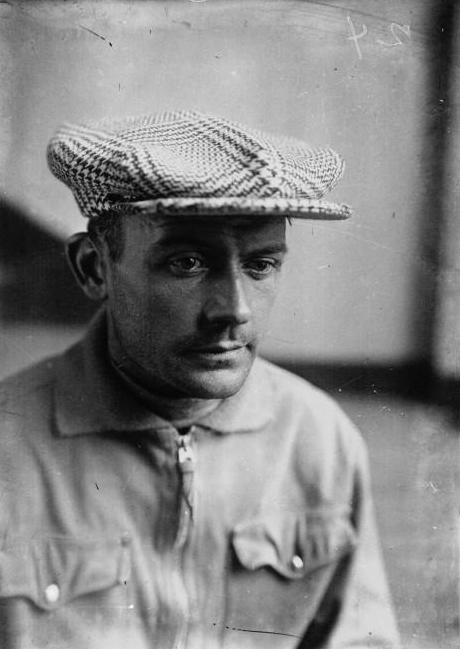
Marcel Huot Tour de France 1929

Marcel Huot (* 9. September 1896 in Épernay; † 23. April 1954 in Pantin) war ein französischer Radrennfahrer.

## Sportliche Laufbahn
1921 siegte er als Amateur im Eintagesrennen Paris–Armentières. Von 1922 bis 1931 war er als Berufsfahrer aktiv. Sein bedeutendster Erfolg als Profi war der Sieg auf der 19. Etappe der Tour de France 1928. 1922 gewann er die Rennen Circuit des Monts du Roannais und Circuit de Roanne.
Die Tour de France fuhr er siebenmal, 1923 wurde er Zehnter und 1928 Neunter des Endklassements. 1924, 1926, 1927, 1929 und 1930 schied er jeweils aus.